# Данијел Шехтман
Данијел (Дан) Шехтман (хебр. דן שכטמן; Тел Авив, 24. јануар 1941)  је професор науке о материјалима Филип Тобијас на Институту за технологију Израела Технион, сарадник Ејмс лабораторије америчког Министарства енергетике и професор науке о материјалима на Државном универзитету Ајове. 8. априла 1982. године, док је био у посети америчком Националном институту за стандарде у Вашингтону, Шехтман је открио икосаедралну фазу, која је отворила ново поље квазипериодичних кристала. 
Добио је Нобелову награду за хемију 2011. за откриће квазикристала, што га чини једним од шест Израелаца који су добили Нобелову награду за хемију.  

## Биографија
Дан Шехтман је рођен 1941. у Тел Авиву, у тадашњој Мандатарној Палестини; град је постао део нове државе Израел 1948. године. Одрастао је у Петах Тикви и Рамат Гану. Његови деда и бака су емигрирали у Палестину током Друге алије - емиграције Јевреја у Палестину (1904–1914) и основали штампарију. Шехтман је као дете био фасциниран Тајанственим острвом Жила Верна (1874), које је много пута читао. Његов сан из детињства био је да постане инжењер као главни протагониста, Сајрус Смит.
Мислио сам да је то најбоља ствар коју човек може да уради. Инжењер у књизи познаје механику и физику и из ничега ствара читав начин живота на острву. Хтео сам да будем такав. 
Шехтман је ожењен проф. Ципором Шехтман, шефом одељења за саветовање и људски развој на Универзитету у Хаифи, и аутором две књиге о психотерапији.   Имају сина Јоава Шехтмана (постдокторски истраживач у лабораторији ВЕ Моернер) и три ћерке: Тамар Финкелштајн (организациони психолог у центру за руководство израелске полиције), Ела Шехтман-Кори (докторка клиничке психологије) и Рут Дагуд-Нево (такође доктор клиничке психологије).   Он је атеиста. 

## Академска каријера
Након што је докторирао науку о материјалима на Техничком факултету 1972. године, где је и дипломирао машинство 1966. и магистрирао 1968. године,  проф. Шехтман је био сарадник НРЦ-а (Национални истраживачки савет САД) у лабораторијама за истраживање свемира у ваздухопловној бази Рајт Патерсон АФБ, Охајо, где је три године проучавао микроструктуру и физичку металургију титанијум-алуминида. Године 1975. придружио се одељењу за инжењерство материјала у Техниону. 1981–1983. био је у посети Универзитету Џонс Хопкинс, где је проучавао брзо очврснуте прелазне металне легуре алуминијума, у заједничком програму са НБС-ом. Током ових студија открио је икосаедарску фазу која је отворила ново поље квазипериодичних кристала.
1992–1994. био је у посети Националном институту за стандарде и технологију (НИСТ), где је проучавао утицај дефектне структуре дијаманта хемијски исталоженог паром (ЦВД) на његов раст и својства. Шехтманова истраживања у Техниону се спроводе у Центру Луис Еделштајн, и у Волфсоновом центру којим он руководи. Служио је у неколико сенатских комитета Техниона и био је на челу једног од њих.
Шехтман се придружио државном факултету у држави Ајова 2004. Тренутно проводи око пет месеци годишње у Ејмсу.  
Од 2014. године је на челу Међународног научног савета Томског политехничког универзитета у Сибиру. 

## Рад на квазикристалима
Од дана када је Шехтман објавио своја открића о квазикристалима 1984. до дана када је Лајнус Полинг умро (1994), Шехтман је био изложен његовом непријатељству. „Дуго сам био ја против света“, рекао је. „Био сам предмет исмевања и предавања о основама кристалографије. Вођа опозиције мојим открићима био је двоструки нобеловац Лајнус Полинг, идол Америчког хемијског друштва и један од најпознатијих научника на свету. Годинама, до свог последњег дана, борио се против квазипериодичности у кристалима. Погрешио је и после неког времена уживао сам у сваком тренутку ове научне битке, знајући да је погрешио.“ 
Забележено је да је Лајнус Полинг рекао „Не постоји таква ствар као што су квазикристали, само квази-научници“.  Полинг очигледно није знао за рад из 1981. Х. Клајнерта и К. Макија који је указао на могућност непериодичне икосаедарске фазе у квазикристалима  (види историјске белешке). По објављивању Шехтмановог рада, други научници су почели да потврђују и прихватају емпиријске налазе о постојању квазикристала.  
Нобелов комитет при Краљевској шведској академији наука рекао је да је „његово откриће било изузетно контроверзно“, али да је његов рад „на крају приморао научнике да преиспитају своју концепцију саме природе материје“.  Кроз Шехтманово откриће, неколико других група је успело да формира сличне квазикристале до 1987. године, откривши да ови материјали имају ниску топлотну и електричну проводљивост, док поседују високу структурну стабилност.    Квазикристали су такође пронађени у природи.  
Квазипериодични кристал, или, укратко, квазикристал, је структура која је уређена, али није  периодична. Квазикристални образац може континуирано испунити сав расположиви простор, али му недостаје транслациона симетрија.  „Апериодични мозаици, попут оних пронађених у средњовековним исламским мозаицима палате Алхамбра у Шпанији и светилишта Дарб-и Имам у Ирану, помогли су научницима да схвате како изгледају квазикристали на атомском нивоу. У тим мозаицима, као и у квазикристалима, обрасци су правилни – прате математичка правила – али се никада не понављају.“  „ Интригантна карактеристика таквих образаца, који се такође налазе у арапским мозаицима, јесте да се математичка константа позната као грчко слово грч. ταυ, или „златни пресек“, јавља изнова и изнова. У основи то је низ који је развио Фибоначи у 13. веку, где је сваки број збир претходна два.“ 
Квазикристални материјали могу се користи у великом броју примена, укључујући формирање издржљивог челика који се користи за фину инструментацију, и нелепљиву изолацију за електричне жице и опрему за кување,   али тренутно немају технолошку примену.
Нобелова награда износила је 10 милиона шведских круна (око 1,5 милион УСА долара). 

## Председничка кандидатура
Шехтман је 17. јануара 2014. у интервјуу за израелски Канал један објавио своју кандидатуру за председника Израела.  Шехтман је добио подршку десет посланика Кнесета потребних за кандидовање. На изборима одржаним 10. јуна 2014. добио је само један глас. Ово је навело израелску штампу и израелске хумористе да Шехтмана квалификују као „квази председника“ у односу на цитат „квази научника“.

## Награде
- 2014. Fray International Sustainability Award, SIPS 2014. [28]
- 2013. Почасни доктор Универзитета Бар-Илан [29]
- Нобелова награда за хемију 2011. за откриће квазикристала
- Награда за 25. годишњицу Европског друштва за истраживање материјала (E-MRS) 2008.
- 2002. ЕМЕТ награда за хемију
- 2000. Muriel & David Jacknow Technion награда за изврсност у настави
- 2000. Награда Грегори Аминоф Краљевске шведске академије наука
- 1999. Волфова награда за физику [30]
- Израелска награда за физику 1998. [31]
- Вајцманова награда за науку 1993.[тражи се извор]
- 1990. Ротшилд награда за инжењеринг [32]
- 1988. Академска награда Нове Енглеске Техниона[тражи се извор]
- 1988. Међународна награда за нове материјале[тражи се извор] Америчког физичког друштва
- 1986. Награда за физику Фриденберговог фонда за унапређење науке и образовања[тражи се извор]

## Објављени радови
- Shechtman, D.; Blech, I.; Gratias, D.; Cahn, J.W. (1984). „Metallic Phase with Long-Range Orientational Order and No Translational Symmetry”. Physical Review Letters. 53 (20): 1951. Bibcode:1984PhRvL..53.1951S. doi:10.1103/PhysRevLett.53.1951 .
- Swartzendruber, L.; Shechtman, D.; Bendersky, L.; Cahn, J.W. (1985). „Nuclear γ-ray resonance observations in an aluminum-based icosahedral quasicrystal”. Physical Review B. 32 (2): 1383—1385. Bibcode:1985PhRvB..32.1383S. PMID 9937171. doi:10.1103/PhysRevB.32.1383.
- Cahn, John W.; Gratias, Denis; Shechtman, Dan (1986). „Pauling's model not universally accepted”. Nature. 319 (6049): 102. Bibcode:1986Natur.319..102C. doi:10.1038/319102a0.
- Shechtman, Dan (1988). „The Icosahedral Quasiperiodic Phase”. Physica Scripta. T23: 49. Bibcode:1988PhST...23...49S. doi:10.1088/0031-8949/1988/T23/008.
- Cahn, John W.; Shechtman, Dan; Gratias, Denis (1986). „Indexing of icosahedral quasiperiodic crystals”. Journal of Materials Research. 1 (1): 13. Bibcode:1986JMatR...1...13C. doi:10.1557/JMR.1986.0013.